# 津田学園中学校・高等学校
津田学園中学校・高等学校（つだがくえんちゅうがっこう・こうとうがっこう）は、三重県桑名市野田五丁目にある私立の中高一貫の6年制中学・高校と3年制の普通科高等学校。

## 概要
津田学園中学校・高等学校では､中1･中2の2年間は「基礎学力期」､中3･高1･高2の3年間は「充実期」､高3の1年間は「発展期」と位置づけている｡高校2年終了時に高等学校3年間のカリキュラムを修了し､残り1年間は受験対策に専念するカリキュラム編成｡
高等学校3年制は、特別選抜コース、特別進学コース、総合進学コースが用意されている。
部活動は、野球部、水泳部、バレー部、バスケット部、剣道部、ボウリング部、アーチェリー部、ゴルフ部、馬術部などが有名。最近では2012年にボウリング部が第19回全国高等学校対抗ボウリング選手権大会女子の部で優勝し全国制覇をしている。

## 教育理念
津田学園中学校・高等学校、津田学園高等学校は学園の教育理念を基盤とし、それぞれの教育方針を次のように打ち立てている。

### 津田学園中学校・高等学校
- 徹底した基礎学力の習得（知徳）
- 高い品性を備えた、将来の日本を牽引するリーダーの育成（徳育）
- 健全な身体、強い意志の涵養（体育）
- 自国文化を深く理解した国際社会で活躍出来る人材の育成（国際理解）

### 津田学園高等学校
- 豊かな人間性の育成に努める
- 強靭な精神力を育成するとともに、学力の向上をはかる

## 沿革
- 1972年　学校法人津田学園が津田勉により設立。
- 1985年 津田学園中学校設置認可
- 1986年 津田学園中学校校舎（第1棟）竣工
  - 津田学園中学校開校初代校長　松井哲夫 着任
  - 津田学園高等学校設置認可
- 1987年 津田学園高等学校校舎（第2棟）竣工
  - プール竣工（25メートル6コース）
  - 大韓民国青剛高等学校と姉妹校調印
- 1988年 体育館竣工
  - カナダSeycove Secondary Community Schoolと姉妹校調印
  - アメリカParkrose　High　Schoolと姉妹校調印
  - 運動場整備竣工
  - LL教室・音楽室・卓球室竣工
- 1990年 津田学園高等学校管理棟竣工
- 1991年 台湾稚暉高級工業家事職業学校と姉妹校調印
  - オーストラリアSt.Luke'sCollegeと姉妹校調印
- 1995年 津田書院竣工(図書館）
- 1996年 初の選抜高校野球出場
- 1997年 津田学園内部校「津田キッズスクエア」竣工
- 2002年 6年ぶり2度目の選抜高校野球出場。初戦突破。
- 2012年 水球部の監督を務めていた男性教諭が男子部員に対して平手打ちをし、鼓膜を傷付ける体罰事件が発生[1]。
- 2014年 津田学園高等学校野球場竣工
- 2017年 夏の高校野球三重大会において決勝戦で三重高等学校（松阪市）を破り、三重県代表として初の選手権大会に出場[2]。初戦突破。
- 2019年 17年ぶり3度目の選抜高校野球出場、2年ぶり2度目の選手権大会出場。初戦突破。
- 2022年 体育館に生徒念願のエアコン設置された。

## 不祥事

### 水球部監督による体罰事件
2012年に水球部の監督を務める男性教諭が練習試合中に3年の男子部員4人に顔を叩くなど体罰を加え、うち2人は鼓膜が傷付く程の怪我を負った。また学校側の調査に対しては「試合内容がふがいなかったからたたいた」とし、過去にも体罰を繰り返していたことを認めた。

## 出身者
- 桑原謙太朗（元プロ野球選手）
- 出口匠（元プロ野球選手）
- 斉藤真木子（元SKE48）
- 前佑囲斗（プロ野球選手）
- 斎田悟司 (車いすテニス選手)

## 部活動

### 運動部
- 硬式野球部
- 剣道部（男・女）
- 柔道部（男・女）
- 空手道部（男・女）
- テニス部（男・女）
- バレーボール部（女）
- 水泳部（男・女）
- 陸上競技部（男・女）
- バスケットボール部（男・女）
- サッカー部（男・女）
- スキー部（男・女）
- ゴルフ部（男・女）
- ボウリング部（男・女）
- 馬術（男・女）
- アーチェリー部（男・女）
- 卓球部（男・女）
- ソフトテニス部（女）

### 文化部
- 吹奏楽部
- 美術部
- 華道部
- 茶道部
- サイバースペース部
- インターアクト部
- 英会話部
- 合唱部
- 日本舞踊部